# Lijst van gemeentelijke monumenten in Oosterhout (gemeente)
De gemeente Oosterhout heeft 174 gemeentelijke monumenten. Hieronder een overzicht. 

## Den Hout
De plaats Den Hout kent 25 gemeentelijke monumenten:
| Object                                           | Bouwjaar   | Architect | Locatie             | Coördinaten                   | Nr.           | Afbeelding                                       |
| ------------------------------------------------ | ---------- | --------- | ------------------- | ----------------------------- | ------------- | ------------------------------------------------ |
| Boerderij                                        |            |           | Achterstraat 1      | 51° 39' 27" NB, 4° 49' 13" OL | 0826/2000-001 | Boerderij                                        |
| Vlaamse schuur                                   |            |           | Achterstraat 3      | 51° 39' 28" NB, 4° 49' 12" OL | 0826/2000-002 | Vlaamse schuur                                   |
| Vlaamse schuur                                   |            |           | Achterstraat 26     | 51° 39' 48" NB, 4° 48' 55" OL | 0826/2000-003 | Vlaamse schuur                                   |
| Boerderij                                        |            |           | Herweg 25           | 51° 39' 11" NB, 4° 49' 33" OL | 0826/2000-005 | Boerderij                                        |
| Boerderij                                        |            |           | Hespelaar 1         | 51° 39' 50" NB, 4° 48' 50" OL | 0826/2000-006 | Upload foto                                      |
| Boerderij                                        |            |           | Hespelaar 6         | 51° 39' 55" NB, 4° 48' 56" OL | 0826/2000-007 | Upload foto                                      |
| Vlaamse schuur                                   | XIX        |           | Hespelaar 24a       | 51° 39' 57" NB, 4° 48' 32" OL | 0826/2000-008 | Upload foto                                      |
| Boerderij                                        |            |           | Hespelaar 25        | 51° 39' 55" NB, 4° 48' 32" OL | 0826/2000-009 | Upload foto                                      |
| Woonhuis                                         | circa 1910 |           | Houtse Heuvel 16    | 51° 39' 33" NB, 4° 48' 45" OL | 0826/2000-017 | Woonhuis                                         |
| R.K. verenigingsgbouw                            | 1913       |           | Houtse Heuvel 24a   | 51° 39' 34" NB, 4° 48' 46" OL | 0826/2002-07  | Meer afbeeldingen                                |
| Deel klooster in Neogotiek; Neorenaissance stijl | 1903       |           | Houtse Heuvel 26    | 51° 39' 35" NB, 4° 48' 46" OL | 0826/2000-018 | Deel klooster in Neogotiek; Neorenaissance stijl |
| Deel klooster in Neogotiek; Neorenaissance stijl | 1903       |           | Houtse Heuvel 28    | 51° 39' 35" NB, 4° 48' 46" OL | 0826/WN012    | Deel klooster in Neogotiek; Neorenaissance stijl |
| Boerderij                                        |            |           | Houtse Heuvel 29    | 51° 39' 32" NB, 4° 48' 37" OL | 0826/2000-019 | Boerderij                                        |
| Deel klooster in Neogotiek; Neorenaissance stijl | 1903       |           | Houtse Heuvel 30    | 51° 39' 36" NB, 4° 48' 47" OL | 0826/WN014    | Deel klooster in Neogotiek; Neorenaissance stijl |
| Boerderij                                        |            |           | Houtse Heuvel 37    | 51° 39' 35" NB, 4° 48' 38" OL | 0826/2000-020 | Upload foto                                      |
| Langgevelboerderij                               | XIXA       |           | Houtse Heuvel 43    | 51° 39' 36" NB, 4° 48' 41" OL | 0826/2000-021 | Langgevelboerderij                               |
| Woonhuis                                         |            |           | Houtse Heuvel 45    | 51° 39' 37" NB, 4° 48' 41" OL | 0826/2000-022 | Woonhuis                                         |
| Langgevelboerderij                               | circa 1900 |           | Houtse Heuvel 55    | 51° 39' 41" NB, 4° 48' 41" OL | 0826/2000-023 | Langgevelboerderij                               |
| Woonhuis                                         |            |           | Houtse Heuvel 63    | 51° 39' 46" NB, 4° 48' 46" OL | 0826/2000-024 | Woonhuis                                         |
| Boerderij                                        |            |           | Houtse Heuvel 67    | 51° 39' 47" NB, 4° 48' 49" OL | 0826/2000-025 | Boerderij                                        |
| Vlaamse schuur                                   |            |           | Moerstraat 3        | 51° 39' 48" NB, 4° 48' 5" OL  | 0826/2002-010 | Upload foto                                      |
| Israëlitische begraafplaats                      |            |           | Pannenhuisstraat 21 | 51° 38' 22" NB, 4° 49' 11" OL | 0826/2003-01  | Israëlitische begraafplaats                      |
| Boerderij                                        |            |           | Stelvenseweg 3      | 51° 39' 60" NB, 4° 48' 52" OL | 0826/2000-010 | Upload foto                                      |
| Langgevelboerderij / vlaamse schuur              | XIXB       |           | Vrachelsestraat 46  | 51° 39' 11" NB, 4° 49' 39" OL | 0826/2000-013 | Langgevelboerderij / vlaamse schuur              |
| Boerderij                                        |            |           | Vrachelsestraat 52  | 51° 39' 16" NB, 4° 49' 25" OL | 0826/2000-014 | Boerderij                                        |

## Dorst
De plaats Dorst kent 2 gemeentelijke monumenten:
| Object             | Bouwjaar               | Architect | Locatie              | Coördinaten                   | Nr.        | Afbeelding         |
| ------------------ | ---------------------- | --------- | -------------------- | ----------------------------- | ---------- | ------------------ |
| Langgevelboerderij | 1867, 18de-eeuwse kern |           | Baarschotsestraat 77 | 51° 35' 25" NB, 4° 51' 20" OL | 0826/99-02 | Langgevelboerderij |
| Boerderij          |                        |           | Steenovensebaan 33   | 51° 36' 35" NB, 4° 54' 4" OL  | 0826/99-07 | Boerderij          |

## Oosteind
De plaats Oosteind kent 30 gemeentelijke monumenten:
| Object                               | Bouwjaar   | Architect | Locatie                | Coördinaten                   | Nr.           | Afbeelding        |
| ------------------------------------ | ---------- | --------- | ---------------------- | ----------------------------- | ------------- | ----------------- |
| Boerderij + schuur                   |            |           | Berkenstraat 12        | 51° 38' 11" NB, 4° 54' 34" OL | 0826/2001-018 | Upload foto       |
| Vlaamse schuur                       |            |           | Berkenstraat 41        | 51° 38' 29" NB, 4° 54' 59" OL | 0826/2001-019 | Upload foto       |
| Boerderij                            |            |           | Groenendijk 2          | 51° 39' 3" NB, 4° 55' 29" OL  | 0826/2001-021 | Upload foto       |
| Woonhuis + schuur                    | circa 1905 |           | Groenendijk 35         | 51° 39' 22" NB, 4° 55' 19" OL | 0826/2001-022 | Upload foto       |
| Pomphuis                             |            |           | Groenendijk 70         | 51° 40' 25" NB, 4° 54' 58" OL | 0826/2001-020 | Pomphuis          |
| Boerderij                            |            |           | Heikantsestraat 26-26a | 51° 38' 14" NB, 4° 53' 7" OL  | 0826/2001-024 | Upload foto       |
| Boerderij + vlaamse schuur + bakhuis |            |           | Heikantsestraat 43     | 51° 38' 8" NB, 4° 53' 12" OL  | 0826/2001-026 | Upload foto       |
| Vlaamse schuur                       |            |           | Hogedijk 64            | 51° 38' 8" NB, 4° 54' 54" OL  | 0826/2002-05  | Upload foto       |
| Boerderij                            |            |           | Hoogstraat 98          | 51° 38' 30" NB, 4° 53' 36" OL | 0826/2001-028 | Upload foto       |
| Boerderij                            |            |           | Hoogstraat 104         | 51° 38' 35" NB, 4° 53' 43" OL | 0826/2001-029 | Upload foto       |
| Woonhuis                             |            |           | Provincialeweg 38      | 51° 38' 39" NB, 4° 53' 34" OL | 0826/2001-030 | Woonhuis          |
| Boerderij                            |            |           | Provincialeweg 51      | 51° 38' 41" NB, 4° 53' 40" OL | 0826/2001-031 | Meer afbeeldingen |
| Langgevelboerderij                   | XIX        |           | Provincialeweg 53      | 51° 38' 41" NB, 4° 53' 44" OL | 0826/2001-032 | Upload foto       |
| Woonhuis                             | XIXB       |           | Provincialeweg 67-71   | 51° 38' 40" NB, 4° 53' 54" OL | 0826/2001-033 | Upload foto       |
| Woonhuis                             | circa 1890 |           | Provincialeweg 78      | 51° 38' 40" NB, 4° 53' 60" OL | 0826/2001-034 | Woonhuis          |
| Boerderij                            |            |           | Provincialeweg 80      | 51° 38' 41" NB, 4° 54' 1" OL  | 0826/2001-001 | Upload foto       |
| Heilighartbeeld                      | circa 1920 |           | Provincialeweg bij 86  | 51° 38' 43" NB, 4° 54' 4" OL  | 0826/2001-002 | Heilighartbeeld   |
| Kruis                                |            |           | Provincialeweg bij 86  | 51° 38' 43" NB, 4° 54' 4" OL  | 0826/2001-003 | Upload foto       |
| Woonhuis                             | circa 1895 |           | Provincialeweg 87      | 51° 38' 44" NB, 4° 54' 3" OL  | 0826/2001-004 | Woonhuis          |
| Woonhuis                             |            |           | Provincialeweg 90      | 51° 38' 45" NB, 4° 54' 6" OL  | 0826/2001-006 | Woonhuis          |
| Woonhuis                             |            |           | Provincialeweg 92      | 51° 38' 45" NB, 4° 54' 7" OL  | 0826/2001-007 | Woonhuis          |
| Langgevelboerderij                   | XIXA-B     |           | Provincialeweg 93      | 51° 38' 47" NB, 4° 54' 8" OL  | 0826/2001-008 | Upload foto       |
| Boerderij                            |            |           | Provincialeweg 97      | 51° 38' 47" NB, 4° 54' 10" OL | 0826/2001-009 | Upload foto       |
| Gevelsteen                           |            |           | Provincialeweg 98      | 51° 38' 46" NB, 4° 54' 11" OL | 0826/2001-010 | Gevelsteen        |
| Woonhuis / werkplaats                | circa 1895 |           | Provincialeweg 101     | 51° 38' 48" NB, 4° 54' 12" OL | 0826/2001-011 | Upload foto       |
| Boerderij                            | circa 1915 |           | Provincialeweg 107     | 51° 38' 50" NB, 4° 54' 20" OL | 0826/2001-012 | Upload foto       |
| Boerderij                            | circa 1910 |           | Provincialeweg 113     | 51° 38' 50" NB, 4° 54' 24" OL | 0826/2001-013 | Upload foto       |
| Boerderij / leerlooierij             | circa 1880 |           | Provincialeweg 122     | 51° 38' 51" NB, 4° 54' 35" OL | 0826/2001-014 | Upload foto       |
| Woonhuis                             | circa 1890 |           | Provincialeweg 143     | 51° 38' 58" NB, 4° 54' 46" OL | 0826/2001-015 | Upload foto       |
| Gevelsteen                           |            |           | Provincialeweg 151     | 51° 38' 45" NB, 4° 54' 7" OL  | 0826/2002-04  | Upload foto       |

## Oosterhout
De plaats Oosterhout kent 117 gemeentelijke monumenten, zie de Lijst van gemeentelijke monumenten in Oosterhout (Noord-Brabant)
's-Hertogenbosch ·
Alphen-Chaam ·
Altena ·
Asten ·
Baarle-Nassau ·
Bergeijk ·
Bergen op Zoom ·
Bernheze ·
Best ·
Bladel ·
Boekel ·
Boxtel ·
Cranendonck ·
Deurne ·
Dongen ·
Drimmelen ·
Eersel ·
Eindhoven ·
Etten-Leur ·
Lijst van gemeentelijke monumenten in Geertruidenberg ·
Geldrop-Mierlo ·
Gemert-Bakel ·
Gilze en Rijen ·
Goirle ·
Halderberge ·
Heeze-Leende ·
Helmond ·
Heusden ·
Hilvarenbeek ·
Laarbeek ·
Land van Cuijk ·
Maashorst ·
Meierijstad ·
Moerdijk ·
Nuenen, Gerwen en Nederwetten ·
Oirschot ·
Oisterwijk ·
Oosterhout ·
Oss ·
Reusel-De Mierden ·
Roosendaal ·
Someren ·
Son en Breugel ·
Lijst van gemeentelijke monumenten in Steenbergen ·
Tilburg ·
Valkenswaard ·
Vught ·
Waalre ·
Waalwijk ·
Woensdrecht ·
Zundert